# Oligodon annulifer
Oligodon annulifer är en ormart som beskrevs av den belgiske zoologen George Albert Boulenger 1893. Oligodon annulifer ingår i släktet Oligodon, och familjen snokar. IUCN kategoriserar arten globalt som livskraftig.

## Underarter
Arten delas in i följande underarter:
- O. a. annulifer
- O. a. annulata
- O. a. confluens

## Utbredning
Oligodon annulifer är endemisk på Borneo och har påträffats i fem olika lokaler.

## Habitat
Arten lever på reptilägg och ibland också fågelägg. Den har vassa tänder som är anpassade för att ta sönder äggskal. Den lever på marken i låglänta skogar. 